# راسيل مانينغ
راسيل مانينغ (بالإنجليزية: Russ Manning)‏ هو فنان أمريكي، ولد في 5 يناير 1929 في فان نويس في الولايات المتحدة، وتوفي في 1 ديسمبر 1981 في لونغ بيتش في الولايات المتحدة بسبب سرطان.